# 20 Y.O.
20 Y.O. là album phòng thu thứ chín của ca sĩ người Mỹ Janet Jackson, phát hành ngày 20 tháng 9 năm 2006 bởi Virgin Records. Đây cũng là album cuối cùng của Jackson với hãng đĩa, kết thúc mối quan hệ hợp tác thu âm kéo dài 13 năm. Sau những tranh cãi liên quan đến màn trình diễn tại Chương trình giữa hiệp Super Bowl XXXVIII gây ảnh hưởng đến thành tích thương mại của album trước Damita Jo (2004) do bị đưa vào danh sách đen của nhiều kênh truyền hình và đài phát thanh, Jackson bắt đầu thực hiện đĩa nhạc tiếp theo dưới sự tham gia điều hành sản xuất bởi bạn trai lúc bấy giờ của cô Jermaine Dupri. Tiêu đề của 20 Y.O. là một sự tri ân đến album phòng thu thứ ba của nữ ca sĩ Control (1986), nhằm kỷ niệm 20 năm phát hành tác phẩm. Đĩa nhạc được Jackson giải thích là một dịp để "ăn mừng cho những niềm vui được giải phóng và phong cách âm nhạc đi vào lịch sử" của Control. Ngoài ra, album còn có sự tham gia góp giọng của rapper Nelly và Khia.
20 Y.O. là một bản thu âm R&B, dance kết hợp với hip hop, trong đó Jackson hợp tác với nhiều nhà sản xuất khác nhau như LRoc, Manuel Seal, The Avila Brothers và No I.D., bên cạnh sự tham gia của cộng tác viên lâu năm Jimmy Jam and Terry Lewis. Trước khi phát hành album, một cuộc thi thiết kế bìa đĩa nhạc cho người hâm mộ đã được công bố, và sau đó Jackson chọn ra bốn tác phẩm chiến thắng để xuất bản cho những phiên bản CD giới hạn. 20 Y.O. nhận được những phản ứng trái chiều từ các nhà phê bình âm nhạc, trong đó họ khen ngợi chủ đề về tình dục đã được giảm bớt so với album trước nhưng đặt nhiều nghi vấn về sự tham gia của Dupri trong dự án. Album cũng gặt hái những thành công tương đối về mặt thương mại khi lọt vào top 10 tại Canada, Nhật Bản và Đài Loan, nhưng chỉ lọt vào top 40 ở một số quốc gia khác. Đĩa nhạc ra mắt ở vị trí thứ hai trên bảng xếp hạng Billboard 200 tại Hoa Kỳ với 296,000 bản, trở thành album thứ tám liên tiếp của Jackson vươn đến top 5 tại đây.
Ba đĩa đơn đã được phát hành từ 20 Y.O., nhưng đều bị ảnh hưởng về mặt thành tích do lệnh cấm phát sóng lúc bấy giờ đối với Jackson. "Call on Me" được chọn làm đĩa đơn mở đường và lọt vào top 20 ở một số quốc gia, đồng thời đạt vị trí thứ 25 trên bảng xếp hạng Billboard Hot 100, trong khi hai đĩa đơn còn lại "So Excited" và "With U" chỉ gặt hái những thành công hạn chế trên toàn cầu. Để quảng bá album, nữ ca sĩ xuất hiện và trình diễn trên nhiều chương trình truyền hình và lễ trao giải lớn, như The Ellen DeGeneres Show, The Oprah Winfrey Show, Today, The Tyra Banks Show và giải thưởng Âm nhạc Billboard năm 2006. Jackson còn lên kế hoạch thực hiện chuyến lưu diễn để quảng bá cho 20 Y.O. vào tháng 3 năm 2007, nhưng kế hoạch bị hủy sau khi cô ký hợp đồng thu âm với Island Records và thực hiện album phòng thu tiếp theo Discipline (2008). Kể từ khi phát hành, đĩa nhạc đã bán được hơn 1.5 triệu bản trên toàn thế giới, và được đề cử giải Grammy cho Album R&B đương đại xuất sắc nhất.

## Danh sách bài hát
| 20 Y.O. – Phiên bản tiêu chuẩn | 20 Y.O. – Phiên bản tiêu chuẩn  | 20 Y.O. – Phiên bản tiêu chuẩn                                                                                              | 20 Y.O. – Phiên bản tiêu chuẩn             | 20 Y.O. – Phiên bản tiêu chuẩn |
| STT                            | Nhan đề                         | Sáng tác | Sản xuất                                   | Thời lượng                     |
| ------------------------------ | ------------------------------- | --- | ------------------------------------------ | ------------------------------ |
| 1.                             | "(Intro) 20"                    | James Samuel "Jimmy Jam" Harris III Terry Lewis Janet Jackson                                                               | Jackson Jimmy Jam and Terry Lewis          | 0:53                           |
| 2.                             | "So Excited" (hợp tác với Khia) | Jackson Jermaine Dupri James Phillips Johnta Austin Harris Lewis Khia Chambers Herbie Hancock Michael Beinhorn Bill Laswell | Dupri LRoc Harris Lewis Jackson            | 3:14                           |
| 3.                             | "Show Me"                       | Jackson Dupri Manuel Seal, Jr. Austin Harris Lewis                                                                          | Dupri Seal Harris Lewis Jackson            | 3:38                           |
| 4.                             | "Get It Out Me"                 | Jackson Dupri Seal Austin Harris Lewis                                                                                      | Dupri Seal Harris Lewis Jackson            | 3:05                           |
| 5.                             | "Do It 2 Me"                    | Jackson Austin Dupri Brenda Russell                                                                                         | Dupri No I.D. Harris Lewis Jackson         | 4:06                           |
| 6.                             | "This Body"                     | Jackson Dupri Phillips Austin Harris Lewis                                                                                  | Dupri LRoc Harris Lewis Jackson            | 4:10                           |
| 7.                             | "20 Part 2" (Interlude)         | |                                            | 0:27                           |
| 8.                             | "With U"                        | Jackson Dupri Seal Austin Harris Lewis                                                                                      | Dupri Seal Harris Lewis Jackson            | 5:09                           |
| 9.                             | "Call on Me" (với Nelly)        | Dupri Austin Phillips Cornell Haynes, Jr. Harris Lewis                                                                      | Dupri LRoc Harris Lewis Jackson Luny Tunes | 3:24                           |
| 10.                            | "20 Part 3" (Interlude)         | |                                            | 0:28                           |
| 11.                            | "Daybreak"                      | Jackson Harris Lewis Austin                                                                                                 | Harris Lewis Jackson                       | 4:21                           |
| 12.                            | "Enjoy"                         | Jackson Harris Lewis Bobby Ross Avila Issiah J. Avila                                                                       | Harris Lewis Jackson B. Avila I. Avila     | 4:31                           |
| 13.                            | "20 Part 4" (Interlude)         | Jackson Harris Lewis | Jackson Harris Lewis                       | 0:43                           |
| 14.                            | "Take Care"                     | Jackson Harris Lewis | Jackson Harris Lewis                       | 5:43                           |
| 15.                            | "Love 2 Love"                   | Jackson Harris Lewis Austin                                                                                                 | Jackson Harris Lewis                       | 5:04                           |
| 16.                            | "(Outro) 20 Part 5"             | Jackson Harris Lewis | Jackson Harris Lewis                       | 1:03                           |
| Tổng thời lượng:               | Tổng thời lượng:                | Tổng thời lượng: | Tổng thời lượng:                           | 49:54                          |

| 20 Y.O. – Phiên bản trên iTunes Store và nhạc số quốc tế (bản nhạc bổ sung) | 20 Y.O. – Phiên bản trên iTunes Store và nhạc số quốc tế (bản nhạc bổ sung) | 20 Y.O. – Phiên bản trên iTunes Store và nhạc số quốc tế (bản nhạc bổ sung) | 20 Y.O. – Phiên bản trên iTunes Store và nhạc số quốc tế (bản nhạc bổ sung) | 20 Y.O. – Phiên bản trên iTunes Store và nhạc số quốc tế (bản nhạc bổ sung) |
| STT                                                                         | Nhan đề                                                                     | Sáng tác                                                                    | Sản xuất                                                                    | Thời lượng                                                                  |
| --------------------------------------------------------------------------- | --------------------------------------------------------------------------- | --------------------------------------------------------------------------- | --------------------------------------------------------------------------- | --------------------------------------------------------------------------- |
| 17.                                                                         | "Roll Witchu"                                                               | Jackson Harris Lewis                                                        | Jackson Harris Lewis                                                        | 4:30                                                                        |
| Tổng thời lượng:                                                            | Tổng thời lượng:                                                            | Tổng thời lượng:                                                            | Tổng thời lượng:                                                            | 54:24                                                                       |

| 20 Y.O. – Phiên bản tại Nhật Bản (bản nhạc bổ sung) | 20 Y.O. – Phiên bản tại Nhật Bản (bản nhạc bổ sung) | 20 Y.O. – Phiên bản tại Nhật Bản (bản nhạc bổ sung) | 20 Y.O. – Phiên bản tại Nhật Bản (bản nhạc bổ sung) | 20 Y.O. – Phiên bản tại Nhật Bản (bản nhạc bổ sung) |
| STT                                                 | Nhan đề                                             | Sáng tác                                            | Sản xuất                                            | Thời lượng                                          |
| --------------------------------------------------- | --------------------------------------------------- | --------------------------------------------------- | --------------------------------------------------- | --------------------------------------------------- |
| 18.                                                 | "Days Go By"                                        | Jackson Harris Lewis                                | Jackson Harris Lewis                                | 4:16                                                |
| Tổng thời lượng:                                    | Tổng thời lượng:                                    | Tổng thời lượng:                                    | Tổng thời lượng:                                    | 58:40                                               |

| 20 Y.O. – Phiên bản cao cấp (DVD kèm theo) | 20 Y.O. – Phiên bản cao cấp (DVD kèm theo) | 20 Y.O. – Phiên bản cao cấp (DVD kèm theo) |
| STT                                        | Nhan đề                                    | Thời lượng                                 |
| ------------------------------------------ | ------------------------------------------ | ------------------------------------------ |
| 1.                                         | "The Photo Shoot"                          | 3:02                                       |
| 2.                                         | "In the Studio"                            | 3:02                                       |
| 3.                                         | "Dancer Auditions"                         | 3:10                                       |
| 4.                                         | "Call on Me" (Hậu trường Video)            | 7:46                                       |
| Tổng thời lượng:                           | Tổng thời lượng:                           | 17:00                                      |

Ghi chú
- "This Body" có một đoạn rap không được công nhận của Jermaine Dupri, với nghệ danh "Cocaine J".[4]

Ghi chú nhạc mẫu
- "So Excited" chứa đoạn nhạc mẫu "Rock It" của Herbie Hancock.
- "Do It 2 Me" chứa đoạn nhạc mẫu "If Only for One Night" của Brenda Russell.

## Xếp hạng
| Bảng xếp hạng (2006)                      | Vị trí cao nhất |
| ----------------------------------------- | --------------- |
| Album Úc (ARIA)                           | 55              |
| Album Bỉ (Ultratop Flanders)              | 58              |
| Album Bỉ (Ultratop Wallonia)              | 22              |
| Album Canada (Billboard)                  | 4               |
| Album Hà Lan (Album Top 100)              | 34              |
| Album Châu Âu (Billboard)                 | 43              |
| Album Pháp (SNEP)                         | 32              |
| Album Đức (Offizielle Top 100)            | 46              |
| Album Ý (FIMI)                            | 21              |
| Album Nhật Bản (Oricon)                   | 7               |
| Album New Zealand (RMNZ)                  | 56              |
| Album Thụy Điển (Sverigetopplistan)       | 57              |
| Album Thụy Sĩ (Schweizer Hitparade)       | 35              |
| Album Đài Loan (Five Music)               | 9               |
| Album Anh Quốc (OCC)                      | 63              |
| Album Anh Quốc R&B (OCC)                  | 14              |
| Album Hoa Kỳ Billboard 200                | 2               |
| Hoa Kỳ Top R&B/Hip-Hop Albums (Billboard) | 1               |

| Bảng xếp hạng (2006)                      | Vị trí |
| ----------------------------------------- | ------ |
| Hoa Kỳ Billboard 200                      | 120    |
| Hoa Kỳ Top R&B/Hip-Hop Albums (Billboard) | 28     |
| Bảng xếp hạng (2007)                      | Vị trí |
| Hoa Kỳ Top R&B/Hip-Hop Albums (Billboard) | 99     |

## Chứng nhận
| Quốc gia                                  | Chứng nhận | Số đơn vị/doanh số chứng nhận |
| ----------------------------------------- | ---------- | ----------------------------- |
| Nhật Bản (RIAJ)                           | Vàng       | 100.000^                      |
| Hoa Kỳ (RIAA)                             | Bạch kim   | 655,000                       |
| Tổng hợp                                  |            |                               |
| Toàn cầu                                  | —          | 1,500,000                     |
| ^ Chứng nhận dựa theo doanh số nhập hàng. |            |                               |

## Lịch sử phát hành
| Khu vực        | Ngày             | Phiên bản          | Định dạng                 | Hãng đĩa | Ct.           |
| -------------- | ---------------- | ------------------ | ------------------------- | -------- | ------------- |
| Nhật Bản       | 20 tháng 9, 2006 | Tiêu chuẩn         | CD tải nhạc số            | EMI      | [ 28 ]        |
| Ý              | 22 tháng 9, 2006 | Tiêu chuẩn cao cấp | CD CD+ DVD tải nhạc số LP | EMI      | [ 29 ] [ 30 ] |
| Đức            | 22 tháng 9, 2006 | Tiêu chuẩn cao cấp | CD CD+ DVD tải nhạc số LP | EMI      | [ 31 ] [ 30 ] |
| Pháp           | 25 tháng 9, 2006 | Tiêu chuẩn cao cấp | CD CD+ DVD tải nhạc số LP | EMI      | [ 32 ] [ 30 ] |
| Vương quốc Anh | 25 tháng 9, 2006 | Tiêu chuẩn cao cấp | CD CD+ DVD tải nhạc số LP | Virgin   | [ 33 ] [ 30 ] |
| Canada         | 26 tháng 9, 2006 | Tiêu chuẩn cao cấp | CD CD+ DVD tải nhạc số LP | EMI      | [ 34 ]        |
| Mexico         | 26 tháng 9, 2006 | Tiêu chuẩn cao cấp | CD CD+ DVD tải nhạc số LP | EMI      | [ 35 ]        |
| Hoa Kỳ         | 26 tháng 9, 2006 | Tiêu chuẩn cao cấp | CD CD+ DVD tải nhạc số LP | Virgin   | [ 36 ] [ 37 ] |
| Nhật Bản       | 27 tháng 9, 2006 | Cao cấp            | CD+DVD                    | EMI      | [ 38 ]        |
| Ấn Độ          | 6 tháng 10, 2006 | Tiêu chuẩn         | CD tải nhạc số            | EMI      | [ 39 ]        |